# Riche (Mosel·la)
Riche és un municipi francès, situat al departament del Mosel·la i a la regió del Gran Est. L'any 2007 tenia 197 habitants.

## Demografia

### Població
El 2007 la població de fet de Riche era de 197 persones. Hi havia 70 famílies, de les quals 12 eren unipersonals (4 homes vivint sols i 8 dones vivint soles), 15 parelles sense fills, 31 parelles amb fills i 12 famílies monoparentals amb fills.
La població ha evolucionat segons el següent gràfic:
Habitants censats

### Habitatges
El 2007 hi havia 77 habitatges, 69 eren l'habitatge principal de la família, 3 eren segones residències i 5 estaven desocupats. 71 eren cases i 6 eren apartaments. Dels 69 habitatges principals, 59 estaven ocupats pels seus propietaris, 10 estaven llogats i ocupats pels llogaters i 1 estava cedit a títol gratuït; 1 tenia dues cambres, 5 en tenien tres, 13 en tenien quatre i 51 en tenien cinc o més. 64 habitatges disposaven pel capbaix d'una plaça de pàrquing. A 25 habitatges hi havia un automòbil i a 35 n'hi havia dos o més.

### Piràmide de població
La piràmide de població per edats i sexe el 2009 era:
| Homes | Edats   | Dones |
| ----- | ------- | ----- |
| 0     | 95 o +  | 0     |
| 0     | 90 a 94 | 0     |
| 0     | 85 a 89 | 0     |
| 0     | 80 a 84 | 0     |
| 4     | 75 a 79 | 8     |
| 0     | 70 a 74 | 8     |
| 4     | 65 a 69 | 4     |
| 0     | 60 a 64 | 0     |
| 4     | 55 a 59 | 4     |
| 8     | 50 a 54 | 4     |
| 16    | 45 a 49 | 4     |
| 20    | 40 a 44 | 24    |
| 4     | 35 a 39 | 8     |
| 0     | 30 a 34 | 12    |
| 4     | 25 a 29 | 0     |
| 12    | 20 a 24 | 16    |
| 16    | 15 a 19 | 12    |
| 8     | 10 a 14 | 12    |
| 4     | 5 a 9   | 8     |
| 8     | 0 a 4   | 0     |

## Economia
El 2007 la població en edat de treballar era de 145 persones, 101 eren actives i 44 eren inactives. De les 101 persones actives 91 estaven ocupades (52 homes i 39 dones) i 11 estaven aturades (4 homes i 7 dones). De les 44 persones inactives 9 estaven jubilades, 15 estaven estudiant i 20 estaven classificades com a «altres inactius».

### Ingressos
El 2009 a Riche hi havia 73 unitats fiscals que integraven 185 persones, la mediana anual d'ingressos fiscals per persona era de 15.483 €.

### Activitats econòmiques
Dels 2 establiments que hi havia el 2007, 1 era d'una empresa de fabricació d'altres productes industrials i 1 d'una empresa de construcció.
L'únic servei als particulars que hi havia el 2009 era un guixaire pintor.
L'any 2000 a Riche hi havia 7 explotacions agrícoles.

## Equipaments sanitaris i escolars
El 2009 hi havia una escola elemental integrada dins d'un grup escolar amb les comunes properes formant una escola dispersa.

## Poblacions més properes
El següent diagrama mostra les poblacions més properes.